# Château de Penhouët (La Croix-Helléan)
Le château de Penhouët est un édifice situé à La Croix-Helléan en France.

## Localisation
Le château est situé sur le territoire de la commune de La Croix-Helléan, au lieu-dit Penhoët, dans le département du Morbihan en région Bretagne.

## Description
Le château date des XVIIIe et XIXe siècles. Édifice à un étage carré et un étage de comble, élévation à cinq travées à arc segmentaire comporte trois lucarnes à fronton, constitue le noyau le plus ancien du château et remonte au XVIIIe siècle, ce type de baies se trouve au milieu du siècle. Construction en moellon de schiste et de granite. Toiture à longs pans, toit en pavillon, croupe, noue. Escalier dans-œuvre : escalier tournant à retours,.

## Historique
Mentionné en 1514 à Jacob Regnauld. Château construit au XVIIIe siècle pour les Le Guennec. Agrandi au XIXe siècle pour les du Noday, aménagement du parc au XIXe siècle Chapelle mentionnée en 1682, détruite. Parties agricoles détruites lors de l'aménagement du parc.
Les Le Guennec, seigneurs de Trévran, héritiers de la seigneurie de Penhoët à la fin du XVIIe siècle. Les mêmes sont peut-être les auteurs de l'aménagement du parc à l'est du château, dont le tracé est conservé sur le cadastre actuel et du jardin en terrasse dont le dessin régulier correspond bien au  XVIIIe siècle.
Après 1831, date du cadastre, les bâtiments agricoles situés devant le logis sont détruits et un grand parc à l'ouest avec une immense pelouse de tracé circulaire (parcelle 64 du cadastre de 1982) remplace l'aménagement antérieur qui comportait, semble-t-il, une grande avenue. On note qu’en 1667, les seigneurs de Penhoët, alors les Le Mézec, obtiennent « la permission de construire un colombier et une fuye à pigeons ». En 1682, un mariage a lieu dans la chapelle de Penhoët, qui figure au cadastre de 1831 en parcelle 740, mais n'existe plus de nos jours.
Au  XVIIIe siècle, Penhoët conserve la structure du manoir avec cour bordée de bâtiments annexes et déjà un développement important du parc (côté est), qui annonce le passage au statut de château que l'édifice acquiert après les agrandissements du  XIXe siècle, la disparition des dépendances de la cour qui est en fait supprimée et l’aménagement du parc à l'ouest.
Le château est inscrit à l'inventaire général du patrimoine culturel en 1990.